# Pirkanmaa du Sud
La sous-région de Pirkanmaa du Sud (finnois : Etelä-Pirkanmaan seutukunta) est une sous-région de Pirkanmaa en Finlande. 
Au niveau 1 (LAU 1 ) des unités administratives locales définies par l'union européenne elle porte le numéro 063.

## Municipalités
La sous-région de Pirkanmaa du Sud est composée des municipalités suivantes :
| Blason               | Municipalité          |
| -------------------- | --------------------- |
| Akaan vaakuna        | Akaa (ville)          |
| Urjalan vaakuna      | Urjala (municipalité) |
| Valkeakosken vaakuna | Valkeakoski (ville)   |

## Population
Depuis 1980, l'évolution démographique de la sous-région de Pirkanmaa du Sud, au périmètre du 1er janvier 2017, est la suivante:
| Année      | 1980   | 1985   | 1990   | 1995   | 2000   | 2005   | 2010   |
| ---------- | ------ | ------ | ------ | ------ | ------ | ------ | ------ |
| population | 45 005 | 44 507 | 43 901 | 43 049 | 42 141 | 42 395 | 43 191 |

## Politique
Les résultats de l'élection présidentielle finlandaise de 2018:
- Sauli Niinistö   64.2%
- Pekka Haavisto   9.4%
- Laura Huhtasaari   9.1%
- Paavo Väyrynen   6.0%
- Tuula Haatainen   4.8%
- Merja Kyllönen   3.4%
- Matti Vanhanen   2.8%
- Nils Torvalds   0.4%